# 特拉邦格
特拉邦格（Tlabung），是印度米佐拉姆邦Lunglei县的一个城镇。总人口3675（2001年）。

## 人口
该地2001年总人口3675人，其中男性1971人，女性1704人；0—6岁人口614人，其中男309人，女305人；识字率74.67%，其中男性为78.18%，女性为70.60%。